# Avon Protection

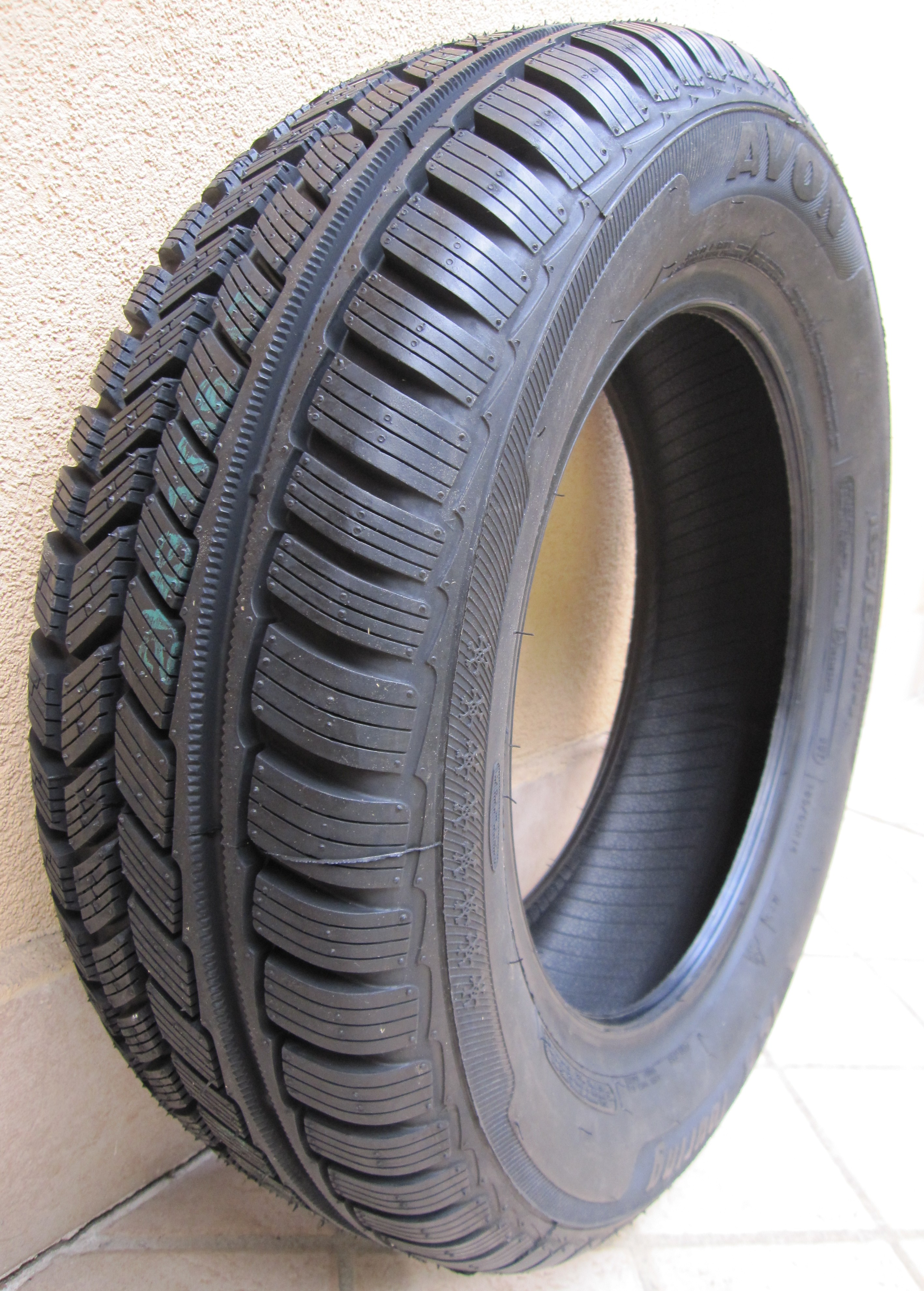
Reifen von Avon Tyres

Avon Protection plc (ehemals Avon Rubber) ist ein britischer Hersteller von gummibasierten Produkten. Die Firma des Unternehmens geht auf den gleichnamigen Fluss zurück, an dessen Ufer das Unternehmen ursprünglich ansässig war.

## Geschichte
Das 1885 gegründete Unternehmen, das aus einer Sägemühle für Bauholz hervorging, begann 1890 mit der Produktion von Fließbändern und Reifen und ist seit 1933 an der London Stock Exchange gelistet. Im Jahr 1997 wurde das Geschäft mit Pneus für Kraftfahrzeuge, Avon Tyres, vollständig an Coopertires veräußert. Seit dieser Umstrukturierung stellt die britische Aktiengesellschaft hauptsächlich ABC-Masken für das Militär sowie Polizei- und Feuerwehreinheiten her und produziert Baugruppen für Melkmaschinen. Im Jahr 2021 firmierte das Unternehmen von Avon Rubber plc zu Avon Protection plc um.

## Engagement im Motorsport
In den Saisons 1981 und 1982 war Avon als Reifenlieferant in der Formel 1 tätig. Für die Saison 2011 gab man eine erneute Bewerbung als Formel-1-Ausstatter ab, die jedoch zugunsten von Pirelli zurückgewiesen wurde.
Außerdem war Avon alleiniger Reifenausrüster der Formel 3000 und beliefert die britische Formel 3 bis heute mit Einheitsreifen. In Deutschland sind Avon-Reifen bei Rundstrecken- und Bergrennen mit einem Renndienst der Firma Knüttel, Rimbach, vertreten.